# Drsek menší
Drsek menší (Zingel streber) je sladkovodní paprskoploutvá ryba z čeledi okounovitých. Tento druh je endemický pro řeku Dunaj, a proto lze najít i pod názvem „Danube Streber“. Patří mezi bentické reofilní ryby. Obecně řečeno tento druh je velmi citlivý na migrační bariéry a jiné narušení přirozeného prostředí.

## Popis
Drsek menší (Zingel streber) je drobná ryba s protáhlým, štíhlým tělem vřetenovitého tvaru. Dorůstá běžně délky 14–16 cm, přičemž největší známý exemplář měřil až 22 cm. Většinou se uvádí, že běžná hmotnost činí 30–40 g, ale pár zdrojů podporuje tvrzení, že hmotnost se pohybuje okolo 200g. Dožívá se přibližně 5 let.Tělo je nízké, výrazně protáhlé, zakončené nápadně dlouhým a tenkým ocasním násadcem, který tvoří až třetinu celkové délky těla. Hlava je poměrně malá a při pohledu shora má trojúhelníkovitý tvar, s tupým rypcem a malými, subterminálními ústy. Oči jsou středně velké a navzájem pohybově nezávislé.Na hřbetě se nacházejí dvě ploutve oddělené širokou mezerou. První hřbetní ploutev má silné, nerozvětvené paprsky, jak je typické pro okounovité ryby. Šupiny jsou drobné a pokrývají většinu těla včetně temene hlavy, přičemž zasahují až mezi nozdry. Naopak spodní část hlavy a břicho jsou bez šupin až po řitní otvor. Zbarvení těla se pohybuje od béžové přes žlutohnědou až po šedavě pískovou. Povrch těla je poset tmavohnědými skvrnami, které často splývají do nepravidelných pruhů a skvrn. Typickým rozpoznávacím znakem je 4–5 výrazných svislých tmavých pruhů, které rybě poskytují maskování na kamenitém dně. Mladí jedinci bývají zbarveni kontrastněji než dospělí. Dospívají okolo 2. roka života. Samice se z pravidla dožívají déle.

## Výskyt
Vyskytuje se výhradně v Evropě, konkrétně v povodí Dunaje a řeky Vardar. Byl zaznamenán v následujících zemích: Česká republika, Slovensko, Rakousko, Německo, Maďarsko, Rumunsko, Srbsko, Bulharsko, Makedonie, Ukrajina, Slovinsko, Chorvatsko a Bosna a Hercegovina a Moldavsko. Jedná se o druh vázaný na větší řeky s rychlým proudem a štěrkovitým nebo kamenitým dnem, kde obývá bentické prostředí – tedy přímo u dna. Vyskytuje se v hlavním toku Dunaje, v dolním toku jeho přítoků, ale i v podhorských řekách.V České republice je výskyt tohoto druhu omezen výhradně na dolní toky řek Moravy a Dyje, kde je hydrologické spojení s Dunajem. Na Dyji se vyskytuje v úseku do říčního kilometru 26,7, což je oblast bez migračních bariér. Na řece Moravě se pohybuje až po soutok s Dunajem, přičemž v úseku nad soutokem již migraci znemožňují přehradní stavby. Výskyt drska menšího zde byl poprvé zaznamenán v roce 2003 na řece Dyji a na řece Moravě. Na území Česka je výskyt velmi vzácný.

## Potrava
Drsek menší je převážně bentofágní ryba, která se živí drobnějšími bezobratlými živočichy žijícími na dně vodního toku. Jeho potravu tvoří především larvy vodního hmyzu, korýši, měkkýši a červi. Větší jedinci mohou příležitostně ulovit i malou rybku. Potravu vyhledává převážně v noci, kdy aktivně prohledává dno pomocí rypce. V zimním období, přibližně od prosince do března, potravu nepřijímá a jeho aktivita výrazně klesá.

## Rozmnožování
Tření probíhá od března do května, nejčastěji v proudných úsecích řek s kamenitým nebo štěrkovým dnem. Jikry jsou kladeny na kameny, kde se přichytí a dále vyvíjejí. Samice klade přibližně 600 až 4200 jiker, které jsou silně adhezivní a jejich obal je tlustý a neprůhledný. V průměru mají kolem 2 mm, což je více než u blízce příbuzného drska většího (Zingel zingel). V období tření je u samců dobře vyvinuta třecí vyrážka v podobě drobných bělavých špičatých hrbolků na horní a postranní části těla i hlavy. V tomto období získávají intenzivnější zbarvení a smaragdový lesk. Pohlavní dimorfismus je patrný zejména v období tření – samci mají delší prsní, břišní a řitní ploutve a výraznější třecí vyrážku.

## Biologie
Drsek menší je typicky bentický druh. Je aktivní převážně v noci a během dne se ukrývá mezi kameny a ve štěrkových prohlubních, které si sám vytváří. Díky svému krycímu zbarvení dobře splývá s okolím a je tak chráněn před predátory. Podobně jako jiné druhy přizpůsobené životu u dna postrádá plynový měchýř. Pohybuje se skákavými pohyby po dně, obdobně jako drsek větší, je však živější a obratnější, přičemž dokáže otáčet hlavou do stran.

## Ohrožení a ochrana
Tento druh čelí celé řadě environmentálních hrozeb, především degradaci přirozených stanovišť. Mezi hlavní negativní vlivy patří regulace vodních toků, znečištění vody, ilegální těžba písku a štěrku v místech rozmnožování, výstavba přehrad a jezů přerušujících migrační trasy a také výskyt invazních druhů. Tento druh je mimořádně citlivý na jakékoliv změny prostředí, protože má úzké ekologické nároky – zejména vyžaduje čisté, dobře prokysličené řeky se štěrkovitým nebo kamenitým dnem.V České republice je drsek menší zařazen mezi kriticky ohrožené druhy (vyhláška č. 395/1992 Sb.) a je rovněž uveden v Příloze II směrnice 92/43/EHS o stanovištích. To znamená, že vyžaduje zvláštní ochranu v rámci evropské sítě chráněných území Natura 2000. Kromě zákonné ochrany probíhají i konkrétní ochranářská opatření, jako je zachování a obnova přírodních říčních biotopů, omezení těžby štěrku a písku v klíčových oblastech, odstraňování migračních bariér a výstavba rybích přechodů, zákaz zavlékání nepůvodních druhů a monitoring populací. Významným krokem bylo zahrnutí soutoku Moravy a Dyje do sítě Natura 2000, včetně plánů na zprůchodnění řeky Dyje po Nové Mlýny a řeky Moravy po Hodonín (SINP, 2009; Duplić, 2012).
Na evropské úrovni je však podle Červeného seznamu IUCN (2023)  drsek menší veden pouze jako „málo dotčený“ (Least Concern). Tento rozpor je způsoben tím, že celosvětová populace je považována za stabilní, zatímco lokální populace, zejména ve střední Evropě, jsou často izolované, zmenšené nebo zcela vymizely. Z tohoto důvodu je nutné uplatňovat ochranu přizpůsobenou specifickým podmínkám regionu.
Lov drska menšího je  v ČR a SR zakázán. 
Vzhledem k úzké vazbě na specifické biotopy a náchylnosti k jejich degradaci je druh zcela právem veden jako chráněný.